# Sarah Shahi
Sarah Shahi, pseudonimo di Aahoo Jahansouzshahi (Euless, 10 gennaio 1980), è un'attrice e modella statunitense.
È nota principalmente per aver interpretato i personaggi di Carmen de la Pica Morales e Sameen Shaw rispettivamente nelle serie televisive The L Word e Person of Interest.

## Biografia
È nata in Texas da padre iraniano, Abbas Jahansouz Shahi, e madre spagnola, Mah Monir, i quali divorziarono quando Sarah aveva dieci anni. Il suo vero nome in fārsì vuol dire gazzella, ed è una lontana discendente dello scià di Persia Fath Ali Shah. Si è in seguito laureata alla Southern Methodist University. È cintura marrone di karate, e oltre all'inglese parla correntemente il fārsì e un po' di spagnolo.

## Carriera
Ha iniziato la sua carriera come modella durante l'adolescenza. È stata una cheerleader dei Dallas Cowboys nella NFL, tant'è che nel 1999 venne eletta la migliore "Dallas Cowboys Cheerleaders", ottenendo così la possibilità di diventare la ragazza copertina del calendario "Squad's 2000". La sua bellezza ha fatto sì che la rivista Maxim l'abbia inserita nel 2005 al 90º posto nella sua classifica "2005 Hot 100", mentre l'anno successivo l'ha classificata al 66º posto nella "2006 Hot 100", e ancora al 24º posto nella "2011 Hot 100"; inoltre nel 2007 è stata inserita al 5º posto nella "The 2007 AfterEllen.com Hot 100".
Agli inizi la sua carriera d'attrice si è limitata a ruoli da guest in popolari serie televisive. La sua prima apparizione fu in un episodio di Spin City, ma è comparsa anche in Boston Public, Frasier, Dawson's Creek, E.R. - Medici in prima linea, Supernatural e ne I Soprano. Del 2001 è il suo primo lavoro degno di nota, con un piccolo ruolo ricorrente nella prima stagione di Alias, a fianco di un a sua volta ancora poco conosciuto Bradley Cooper. La notorietà le arriva nel 2004, quando entra a far parte del cast fisso della serie The L Word. Dal 2007 al 2009 è stata poi co-protagonista nella serie Life assieme a Damian Lewis, nei panni della detective del LAPD Dani Reese; nello stesso anno ha preso parte, con un ruolo secondario, alla pellicola Crossing Over.
Nel 2011 è nel cast del film Ma come fa a far tutto?, ottenendo inoltre il suo primo ruolo da protagonista, quello della mediatrice Kate Reed nel legal drama Fairly Legal, personaggio che interpreta per due stagioni. L'anno successivo partecipa sul grande schermo in Jimmy Bobo - Bullet to the Head, e ha un ruolo ricorrente nella serie Chicago Fire. Dal 2013 al 2016 è poi la volta del personaggio della spia Sameen Shaw in Person of Interest; dalla terza stagione viene promossa nel cast principale della serie. Nel 2018 è protagonista della serie Reverie nel ruolo di Mara Kint. Dal 2019 è personaggio ricorrente in City on a Hill e in The Rookie, mentre nel 2021 è protagonista della serie erotica Sex/Life.

## Vita privata
Vive a Los Angeles. Nel 2009 ha sposato a Las Vegas il collega Steve Howey, conosciuto sul set della serie Reba, e da cui ha avuto tre figli, il primogenito nato nello stesso anno e due gemelli venuti al mondo nel 2015. La coppia si è separata nel 2020 e ha divorziato l'anno seguente. Nel frattempo, dal 2020 si è legata al collega Adam Demos, conosciuto sul set della serie Sex/Life.

## Filmografia

### Cinema
- Il dottor T e le donne (Dr. T & the Women), regia di Robert Altman (2000) – non accreditata
- Extreme Honor, regia di Steven Rush (2001)
- Monkey Love, regia di Mark Stratton (2002)
- Old School, regia di Todd Phillips (2003)
- Una bionda in carriera (Legally Blonde 2: Red, White & Blonde), regia di Charles Herman-Wurmfeld (2003) – non accreditata
- Sballati d'amore (A Lot Like Love), regia di Nigel Cole (2005)
- For Your Consideration, regia di Christopher Guest (2006)
- The Dog Problem, regia di Scott Caan (2006)
- Rush Hour 3 - Missione Parigi (Rush Hour 3), regia di Brett Ratner (2007) – non accreditata
- Shades of Ray, regia di Jaffar Mahmood (2008)
- AmericanEast, regia di Hesham Issawi (2008)
- Crossing Over, regia di Wayne Kramer (2009)
- The Trouble with Bliss, regia di Michael Knowles (2011)
- Ma come fa a far tutto? (I Don't Know How She Does It), regia di Douglas McGrath (2011)
- The Death and Return of Superman, regia di Max Landis – cortometraggio (2011)
- Static, regia di Todd Levin (2012)
- Jimmy Bobo - Bullet to the Head (Bullet to the Head), regia di Walter Hill (2012)
- The Congress, regia di Ari Folman (2013)
- Road to Paloma, regia di Jason Momoa (2014)
- Guns for Hire, regia di Donna Robinson (2014)
- Divine Access, regia di Steven Chester Prince (2015)
- Hangman - Il gioco dell'impiccato (Hangman), regia di Johnny Martin (2017)
- Black Adam, regia di Jaume Collet-Serra (2022)
- Rosso, Bianco & Sangue Blu (Red, White & Royal Blue), regia di Matthew Lopez (2023)

### Televisione

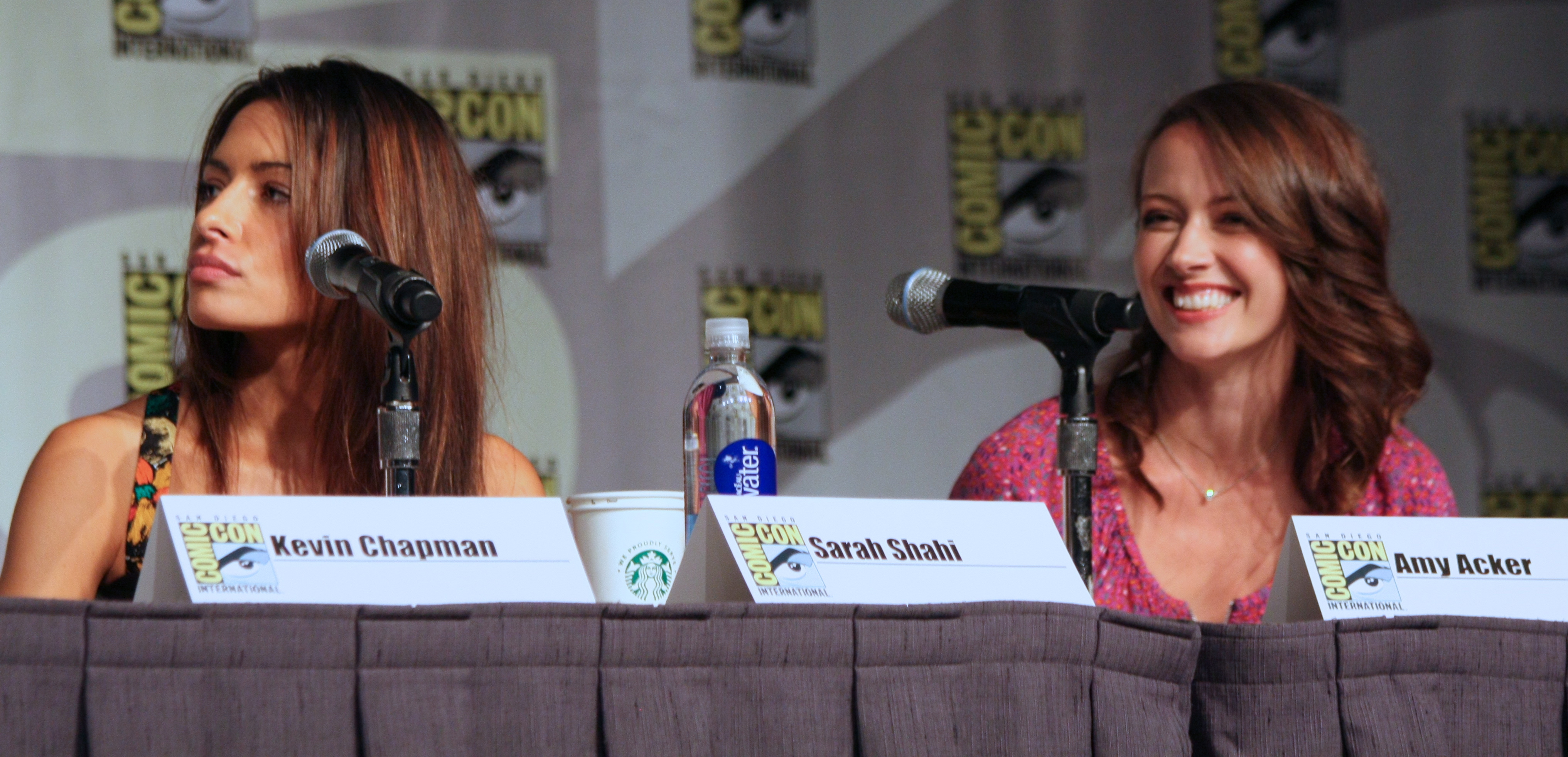
Sarah nel 2013, assieme ad Amy Acker, al panel di Person of Interest al San Diego Comic-Con International

- City Guys – serie TV, episodio 4x14 (2000)
- Spin City – serie TV, episodio 5x05 (2000)
- Boston Public – serie TV, episodio 1x11 (2001)
- Off Centre – serie TV, episodio 1x06 (2001)
- Maybe It's Me – serie TV, episodio 1x08 (2001)
- Alias – serie TV, 7 episodi (2001-2002)
- Wednesday 9:30 (8:30 Central) – serie TV, episodio 1x04 (2002)
- Class of '06, regia di Ted Wass – film TV (2002)
- Frasier – serie TV, episodio 10x11 (2003)
- Dawson's Creek – serie TV, episodi 6x12-6x17-6x20 (2003)
- E.R. - Medici in prima linea (ER) – serie TV, episodio 10x06 (2003)
- Reba – serie TV, episodi 3x13-6x10 (2004-2007)
- Century City – serie TV, episodio 1x05 (2004)
- Plan B, regia di Heather Urban – film TV (2005)
- Supernatural – serie TV, episodio 1x01 (2005)
- The L Word – serie TV, 26 episodi (2005-2009)
- Damages, regia di Jonathan Lisco – film TV (2006)
- Teachers – serie TV, 6 episodi (2006)
- Sleeper Cell – serie TV, episodi 2x03-2x04 (2006)
- I Soprano (The Sopranos) – serie TV, episodio 6x18 (2007)
- Life – serie TV, 32 episodi (2007-2009)
- Psych – serie TV, episodio 4x11 (2010)
- Fairly Legal – serie TV, 23 episodi (2011-2012)
- Chicago Fire – serie TV, 10 episodi (2012-2018)
- Person of Interest – serie TV, 49 episodi (2013-2016)
- Ray Donovan – serie TV, episodio 3x10 (2015)
- Pitch – serie TV, episodi 1x08-1x09 (2016)
- Reverie – serie TV, 10 episodi (2018)
- The Rookie – serie TV, 7 episodi (2019)
- Dolly Parton: Le corde del cuore (Dolly Parton's Heartstrings) – serie TV, episodio 1x04 (2019)
- City on a Hill – serie TV, 9 episodi (2019-2022)
- Sex/Life – serie TV, 14 episodi (2021-2023)
- Paradise – serie TV, 8 episodi (2025)

## Doppiatrici italiane
Nelle versioni in italiano delle opere in cui ha recitato, Sarah Shahi è stata doppiata da:
- Francesca Manicone in Ma come fa a far tutto?, City on a Hill, Sex/Life, Rosso, bianco & sangue blu, Paradise
- Laura Romano in Hangman - Il gioco dell'impiccato, Dolly Parton: Le corde del cuore
- Barbara De Bortoli in Fairly Legal, Chicago Fire
- Federica De Bortoli in The L Word, Black Adam
- Daniela Calò in I Soprano, Life
- Stella Musy in Jimmy Bobo - Bullet to the Head
- Deborah Ciccorelli in Dawson's Creek
- Chiara Colizzi in Person of Interest
- Francesca Rinaldi in Road to Paloma
- Perla Liberatori in Ray Donovan
- Sabrina Duranti in The Congress
- Valentina Pollani in The Rookie
- Cristina Giachero in Alias